# Großes Freies
Das Große Freie bezeichnet einen im 12. Jahrhundert entstandenen und bis 1730 eigenständigen Siedlungsraum im Städtedreieck von Hannover, Hildesheim und Peine. Er umfasste 14 Dörfer der heutigen Städte Lehrte, Hannover und Sehnde sowie weitere südlich angrenzende Orte. Die Bewohner verfügten über Sonderrechte und wurden die Freien vor dem Nordwald genannt.

## Namensherkunft
Die Herkunft des Landschaftsnamens wird aus den Souveränitätsrechten hergeleitet: Nach aktuellen Erkenntnissen ist die Namensherkunft durch die „großen Frei“-heitsrechte der Bewohner bedingt.
Die Deutung der Namensherkunft über den Stamm möglicher Siedler, Volk der Franken („Franken-Freien“), lässt sich historisch nicht belegen.

## Lage
Die Dörfer des „Großen Freien“ liegen im Städtedreieck zwischen Hannover, Hildesheim und Peine.
Es sind überwiegend Haufendörfer. Sie liegen in einem Landschaftsgebiet zwischen der sandreichen Burgdorf-Peiner Geest im Norden und der fruchtbaren Hildesheimer Lössbörde im Süden.

## Historische Entwicklung
Die eigenständige Geschichte der Freien beginnt etwa im 12. Jahrhundert. Die Grafen von Roden mit Stammsitz Burg Lauenrode hatten im 13. Jahrhundert eine große und eine kleine Grafschaft zwischen Hannover, Peine und Hildesheim vom Bistum Hildesheim zu Lehen. Die Große Grafschaft umfasste das heutige Große Freie, reichte noch etwas weiter nach Süden, sowie das Kleine Freie. Die Kleine Grafschaft lag etwa zwischen der Stadt Peine und Hohenhameln. In beiden Grafschaften gab es nachweislich Güter von Freien. Die Bischöfe, die Mitte des 11. Jahrhunderts das Grafenamt bekommen hatten und 1235 Reichsfürsten wurden, versuchten in der Folge, beide Lehen zurückzukaufen, um ihre Gebietshoheit über das Hochstift Hildesheim hinaus auf Dauer zu sichern. Lehen waren auf Dauer angelegt und als Lehensgeber hatten sie nur wenig Einfluss. Der Rückkauf gelang nur bei der Kleinen Grafschaft.
Die Welfen, die ebenfalls 1235 das Herzogtum Braunschweig-Lüneburg als Reichslehen erhielten, versuchten ihrerseits, die Große Grafschaft in die Hand zu bekommen. 1248 verkauften die Lauenroder Grafen schließlich die Große Grafschaft an die Welfen, denen sich bereits 1241 Hannover unterworfen hatte. Lediglich ein Teil kam aufgrund einer alten Verpfändung an das Bistum zurück. Dazu gehörte Klein Lobke, das erst 1643 wieder an die Welfen fiel. Für das übrige Gebiet forderte der Bischof von den Welfen die Anerkennung seiner Lehnshoheit, was verweigert wurde. Nach militärischen Niederlagen 1283, 1310 und 1331 mussten die Welfen die Lehnshoheit der Bischöfe anerkennen, gaben aber ihr Ziel nicht auf.
Sie erwarben die Holzgrafschaft über den Steinwedeler Wald und damit das dazugehörige Holzgericht. Das Innehaben einer Gerichtshoheit bedeutete Machtausübung und daher pflegten sie besonders das Freigericht in Lühnde, das ihnen unterstand, während das Gogericht auf dem Hassel, einer heute bewaldeten Anhöhe zwischen Müllingen und Bledeln, dem Bischof unterstand. Das Bestreben war, den Einfluss des Freiengerichts zu stärken und zu erweitern. Das stärkte sowohl die Stellung der freien Bauern, als auch die Stellung des Welfenherzogs gegenüber dem Bischof. Er erteilte zu diesem Zweck auch Rodebewilligungen zur Ansiedlung von Bauern, die damit auf Herzogsland saßen, grundherrliche Abgaben an ihn zahlten und vor das welfische Freiengericht gehörten. Letztlich wurden die Welfen unumstrittene Landesherren, gaben aber das Kleine Freie 1671 aus Dank für die Hilfe des Calenberger Herzogs bei der Einnahme Braunschweigs an das Fürstentum Calenberg. Dabei vermachte am 22. Juni 1671 der Herzog Georg Wilhelm von Lüneburg diese Dörfer Herzog Johann Friedrich von Calenberg. Danach wurden die Bezeichnungen „Das Große Freie“, „die Freien“, „die Freien vor dem Nordwalde“ und „in den Freien“ gebräuchlich, insbesondere um die Zugehörigkeit zum Freiengericht Lühnde zu bezeichnen. Um 1500 wurde das Freiengericht von Lühnde nach Ilten verlegt.
Die Bewohner dieser Ortschaften verloren nach einer Gebietsteilung unter welfischer bzw. hildesheimischer Herrschaft ihre Freiheitsrechte.

## Die Freien und ihre Rechte
Das Große Freie, diese Bezeichnung entstand erst 1671, ist aus der schon behandelten Großen Grafschaft hervorgegangen. Die Bewohner waren Angehörige eines Sachsenstammes. Soweit sie dem Stand der Freien angehörten, verfügten sie über eine Reihe von besonderen Rechten. Sie waren ursprünglich frei und ihr Land war freies Gut. Für die überlieferte Herkunft der Freien von einer Ansiedlung fränkischer Kolonisten gibt es heute keinerlei Hinweise.
Die Freien wanderten zunehmend in benachbarte Städte ab und die jetzt ansässigen Bauern hatten ihr Land überwiegend als Meiergut. Sie waren weiterhin persönlich frei und konnten über Eigengut entsprechend verfügen. Weiterhin erlangten sie weitgehende Freiheit von Steuern (z. B. von der Accise auf Bier), von Kriegsfuhren, Zöllen und Konzessionsabgaben für Branntweinbrennen, Bierbrauen, Handel- und Gewerbeausübung. Sie beanspruchten auch das Recht, Maße und Gewichte durch eigene Beauftragte zu überprüfen, Scheibenschießen abzuhalten, die Jagd auszuüben und Deputierte und Bauherren in ihrem Gebiet zu bestimmen. Zusammenfassend lässt sich sagen, dass die Freiheiten der Bauern im Großen Freien ihnen aus den zwischen den Welfen und den Hildesheimer Bischöfen umstrittenen Hoheitsverhältnissen zuwuchsen bzw. erhalten blieben. Dabei wurden sie aus der Sicht des Bistums „die Freien vor dem Walde“ oder „vor dem Nordwalde“ genannt, der sich früher als zusammenhängendes Waldgebiet von Anderten fast bis zum Elm erstreckte.
Andererseits waren die Bauern verpflichtet, dem Landesherrn Kontributionen und andere Abgaben zu zahlen, von der Landschaft bewilligte Steuern, sowie den Zehnten und sonstige kirchliche Abgaben. Zu den Abgaben gehörten Kriegskontributionen während des Dreißigjährigen Krieges, Viehschatz, Tabaksgeld u. ä. Außerdem mussten Dienstleistungen erbracht werden, wie Burgfestendienste, Fuhren und andere Hilfsdienste. Zudem mussten die Freien des Amtes Ilten den Amtshof des Vogtes in Ilten bauen und unterhalten. Zudem waren die Freien, wie allgemein die Bauern damaliger Zeit, zum Kriegsdienst für den Landesherrn verpflichtet. Es gab Ende des 16. Jahrhunderts im Amte Ilten zwei Miliz-Kompanien, die Freienkompanien, die 1766 in den neu eingerichteten Landregimentern aufgingen.
Die Freienhöfe werden als Reihestellen bezeichnet und sind über die Jahrhunderte hinweg bis heute nachweisbar. Ihre Zahl beträgt unverändert 565. Über die gewählten Deputierten (seit 1660 nachweisbar) wirkten die Freien an der Verwaltung mit und vertraten die Interessen der Bauern im Amte. Später wurden Bauherren gewählt, die für den Bau und die Unterhaltung des Amtshauses zuständig waren.

## Administrative Zuordnung
Der Teil der Großen Grafschaft, den die Welfen 1248 unter ihren Einfluss bringen konnten, wurde zunächst vom Schloss Lauenrode bei Hannover aus verwaltet, später vom Schloss Wilkenburg bei Laatzen aus. Er gehörte zur Vogtei Lauenrode. 1373 bis 1395 war das Gebiet an das Bistum verpfändet und wurde vom hildesheimischen Amtsschloss in Koldingen aus verwaltet. Danach herrschten bis 1409 die Lüneburger Welfen, von 1409 bis 1495 das Haus Braunschweig und ab 1495 wieder der Herzog von Lüneburg. Sitz der Verwaltung war etwa seit 1395 das Schloss Calenberg. Es entstand die Vogtei Ilten. Im 15. Jahrhundert wurde die Verwaltung und 1500 wurde der Sitz des Freiengerichts nach Ilten verlegt. 1859 wurde das Amt Ilten in das Amt Burgdorf eingegliedert und verlor damit seine Eigenständigkeit.

## Das Gebiet des Großen Freien

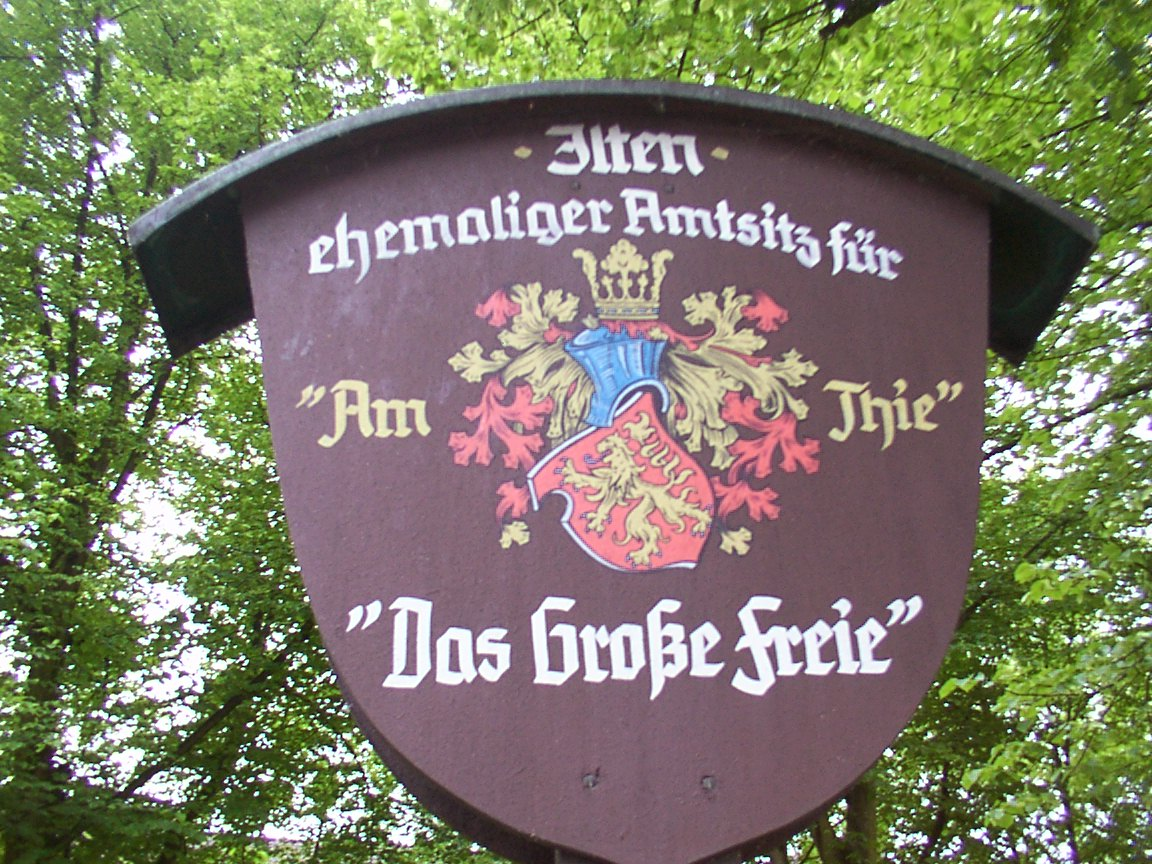
Darstellung des Wappens in Ilten

Das Gebiet des Großen Freien, zwischen Hannover, Peine und Hildesheim gelegen, wurde im 13. und 14. Jahrhundert von den Welfen zunächst als hildesheimisches Lehen verwaltet. Mehrfach verpfändet und wieder ausgelöst, fiel es 1512 endgültig an das Fürstentum Lüneburg. Es bildete die Vogtei Ilten, später Amt Ilten, dessen Sitz im 15. Jahrhundert dorthin verlegt wurde. 1528 gehörten dazu die Ortschaften Ahlten, Anderten, Bilm, Dolgen, Döhren, Gilgen, Gretenberg, Haimar, Harber, Höver, Ilten, Laatzen, Lehrte, Rethmar, Sehnde und Wülfel. Die Dörfer Döhren, Laatzen und Wülfel waren von dem übrigen Gebiet räumlich getrennt und wurden 1671 an das Fürstentum Calenberg abgetreten und seitdem als „Das Kleine Freie“ bezeichnet. Die noch aufgeführte Ortschaft Gilgen war bereits 1519 in der Hildesheimer Stiftsfehde niedergebrannt und danach aufgegeben worden. Evern wurde, obwohl mitten in der Vogtei Ilten gelegen, erst 1621 dem Großen Freien eingegliedert. Klein Lobke kam erst 1643 dazu. Diese beiden Orte, mit den oben genannten Ortschaften, bildeten seitdem das Große Freie. Für den territorialen Zuschnitt des Gebietes war letztlich nicht die Existenz von Freiengut und freien Bauern ausschlaggebend, die es auch in anderen umliegenden Orten gab, wie z. B. in den heutigen Sehnder Ortsteilen Bolzum, Wassel, Wirringen und Müllingen, sondern die Abgrenzung des welfischen vom bischöflich-hildesheimischen Herrschaftsbereich.

## Das Wappen der Freien
Um 1400 haben die Welfen den Freien das heute bekannte Wappen verliehen, womit die Stellung des ihnen unterstellten Freiengerichts in Lühnde und damit ihr eigener Einfluss gestärkt wurde. Ein urkundlicher Beleg der Verleihung ist bislang nicht gefunden worden, Siegelabdrucke sind aber vorhanden. Engelke nennt das Jahr 1408 als ältestes Erscheinungsdatum. Der heraldische Verein „Zum Kleeblatt“ in Hannover bekundet 1897 ein Siegel von 1492, dass sich Ende des 19. Jahrhunderts im Staatsarchiv in Hannover befunden haben soll. Und in einem Archivbericht von 1826 werden Abdrucke aus den Jahren 1574, 1589 und 1592 angeführt. Dort wird das Wappen im Übrigen so beschrieben: „Ein gekrönter Helm über einem schrägstehenden Schild mit dem Lüneburgischen Löwen“.
Die heute verwendete Gestaltung entspricht im Wesentlichen der vom Verein Kleeblatt 1897 veröffentlichten: „Im roten Schilde ein aufrechter blaubezungter und blaubewehrter goldener (gelber) Löwe. Auf dem Schild ein Helm, der als Kleinod eine goldene (gelbe) Blätterkrone trägt. Die Helmdecke ist außen rot und innen golden (gelb)“. Dazu hat der Verein „nach den ältesten Siegeln eine mustergültige Zeichnung anfertigen lassen“. Diese Zeichnung zeigt einmal den schräggestellten Schild in einer als „gotisch“ bezeichneten Ausführung; zum andern einen geradegestellten Schild in „Renaissance“-Stil. Verwendet wird heute allgemein die Fassung mit schrägstehendem Schild.
Alle früher zum Großen Freien gehörenden Orte zeigen heute einen goldenen Löwen mit blauen Krallen und blauer Zunge in ihren Wappen, jeweils verbunden mit Zeichen ihrer besonderen örtlichen Geschichte. Der Löwe im Freien-Wappen wird auf den Lüneburgischen Löwen zurückgeführt. Hinsichtlich der farblichen Gestaltung muss allerdings angemerkt werden, dass das welfische Stammland Lüneburg einen (heraldisch) nach rechts gewandten steigenden Löwen (wie im Freien-Wappen) im Wappen führte Jedoch ist der Löwe hier blau, rot bewehrt und bezungt, auf goldenem mit roten Herzen bestreutem Grund, was dem Freien-Wappen nicht entspricht.

## Das Große Freie heute
Von der Geschichte zeugen bis heute die „Reihestellen“. Es sind dies die Höfe, auf denen die Freien ursprünglich saßen. Die Reihestelleninhaber als Traditionsgemeinschaft bestimmen auch heute noch einen „Deputierten“, also einen Vorsitzenden und Sprecher, der sie in der Öffentlichkeit vertritt. Er ist verantwortlich für den Silbervogel der Freien und für die Lade der Freien. Letzteres ist ein Aktenbestand, der bis in das 15. Jahrhundert zurückreicht, zur sachgemäßen Aufbewahrung aber seit einigen Jahren im Niedersächsischen Staatsarchiv liegt.
Eine Fahne der Korporation der Freien wird bei wichtigen Festen gezeigt.
Aus der Zeit der Freienkompanien stammt eine besondere Schützentradition. Der Deputierte des Großen Freien bewahrt einen Silbervogel aus dem 16. Jahrhundert auf. Es ist eine Schützentrophäe, die alle drei Jahre unter den männlichen Mitgliedern der Schützenvereine im Großen Freien ausgeschossen wird. Die Ortschaft Dolgen hat einen eigenen Silbervogel aus dem Jahre 1652, der alle sieben Jahre unter den dortigen Reihestelleninhabern ausgeschossen wird. Die Freienjagd üben noch heute die Reihestellenbesitzer im Altwarmbüchener Moor aus. Vom lebendigen Geschichtsbewusstsein der Bewohner des Gebietes zeugen die Namen von Straßen und Plätzen (Freien Straße, Thie, Thiestraße, Thieplatz, Hasselweg) von Gaststätten und Apotheken. Es gibt einen „Ruderverein für das Große Freie“. Die historische Bezeichnung führen auch der Hegering Das Große Freie der Jägerschaft Burgdorf sowie das zugehörige Jagdhornbläserkorps Das Große Freie.
Dadurch, dass heute zehn der vierzehn Freienorte dazu gehören, repräsentiert die Stadt Sehnde ganz wesentlich die Geschichte des Großen Freien. In dem in Sehnde-Rethmar auf dem dortigen Gutshof angesiedelten Regional-Museum Sehnde besteht deshalb seit 2007 eine Dauerausstellung zu diesem Thema.

### Orte im Großen Freien
- Anderten
- Höver
- Bilm
- Ahlten
- Lehrte
- Ilten
- Sehnde
- Haimar
- Dolgen
- Gretenberg
- Harber
- Rethmar
- Evern
- Klein Lobke

### Orte im Kleinen Freien
- Döhren
- Wülfel
- Laatzen

### Sonstige Orte
- Ummeln
- Wätzum
- Wassel
- Wehmingen
- Wirringen
- Müllingen
- Oesselse
- Ingeln
- Bledeln
- Hotteln
- Gödringen
- Lühnde
- Algermissen
- Grasdorf
- Sarstedt
- Clauen